# Petraeovitex
Petraeovitex es un género de plantas con flores con 18 especies pertenecientes a la familia de las lamiáceas, anteriormente se encontraba en las verbenáceas.
Es nativo de Indochina al sur  del Pacífico.

## Especies seleccionadas
- Petraeovitex bambusetorum King y Gamble (1908).
- Petraeovitex kinabaluensis Munir (1965).
- Petraeovitex membranacea Merr. (1923).